# Windowbox

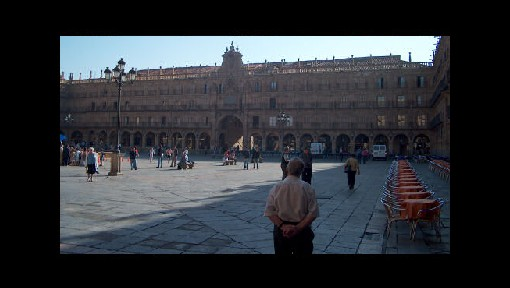
Exemple d'imatge amb windowbox, (de 16:9 a 4:3 a 16:9).

El windowbox (també anomenat "gutterboxing", o "matchboxing") és un fenomen o procés que té lloc a la pantalla de cinema o de vídeo i es produeix quan es transfereixen a pantalles panoràmiques o amples pel·lícules que no han estat rodades per a ser transmeses en aquestes, i és necessari aplicar letterboxing i pillarboxing simultàniament.
És a dir, aquest terme és l'equivalent en les quatre direccions del letterbox i el pillarbox, la transmissió d'una pel·lícula a un altre format utilitzant barres negres (mattes) a les parts laterals i també a les inferiors i superiors, per tal de no perdre la relació d'aspecte de la imatge original.

## Descripció i funcionament
A vegades, per accident o com a part del disseny, una imatge de relació estàndard es presenta a la part central d'una imatge amb letterbox (o viceversa), el que genera un matte negre al voltant. Rarament la imatge serà "windowboxejada" de forma intencionada, ja que és un format força rebutjat per l'espectador, ja que malgasta molt d'espai a la pantalla i redueix la resolució de la imatge original. Originalment, es va començar a implantar aquest fenomen per a les seqüències de crèdit de les pel·lícules en format 4:3, on el text es podia estendre fins als costats de la imatge, però va ser adaptat gradualment fins a, en moltes ocasions, ser utilitzat durant el transcurs del mateix film. Pot ocórrer quan una pel·lícula de format 16:9 s'ajusta a la relació d'aspecte 4:3 (letterbox), però després es mostra en un televisor de 16:9 o un altre dispositiu de sortida. També pot ocórrer en la direcció oposada (4:3 a 16:9 a 4: 3). Poques pel·lícules han estat estrenades amb aquesta relació d'aspecte degut als inconvenients anomenats anteriorment. Un exemple és "The Crocodile Hunter: Collision Course", la qual contenia nombroses escenes on Steve Irwin i la seva dona utilitzaven aquest fenomen.

## Arguments a favor i en contra del Windowbox
Sovint els crítics argumenten que el Windowboxing és innecessari, ja que la pèrdua d'imatge causada per overscan és pràcticament imperceptible. D'altra banda, pels que miren pel·lícules en els monitors dels ordinadors o en els nous televisors, que tenen poc a cap overscan, les seves voreres negres al voltant dels quatre costats de la imatge són visibles, encongint eficaçment la imatge en aquelles exhibicions.
El Windowboxing també redueix la quantitat total de resolució que la imatge utilitza efectivament, però els defensors del procés argumenten que la resolució perduda és insignificant.
Els defensors també creuen que la prevalença  de les seqüències de crèdit que s'estan mostrant en els DVD's recents suggereix una progressió natural cap a la presentació completa, al igual que les presentacions en pantalla ample. No obstant, el Letterboxing mai va assegurar que la televisió estava mostrant la imatge completa, només que estava present en la senyal, mentre que el realç anamòrfic en els DVD va ser dissenyat per maximitzar la resolució utilitzada per les pel·lícules de pantalla ample en el format, novament sense compensació per overscan.
Els defensors argumenten que el mètode tradicional de retallar pel·lícules de relació d'aspecte de 1.37: 1 per omplir la proporció 4: 3 (1,33: 1) de vídeo de definició estàndard fa que la informació visual, per insignificant que sigui, es perdi permanentment de la pel·lícula. No obstant, els crítics senyalen que aquesta situació es pot remeiar amb la creació d'una imatge en format 1.37: 1 en lloc d'optar per Windowboxing, mentre que les imatges en finestres sovint segueixen en una relació d'aspecte 4: 3, això significa que la informació de la imatge perduda no va ser restaurada pel procés.
A més a més, el vídeo DVD té una resolució lleugerament més horitzontal que el vídeo analògic, cosa que li dona una relació d'aspecte eficaç d' 1.38: 1, això permet emmagatzemar una imatge quasi en la pantalla completa 1.37: 1 sense retall, encara que aquesta informació addicional d'imatge pot ser correctament indicada depenent de l'equip utilitzat.
L'ús de Windowboxing de 4:3 en vídeo dependrà de si el problema del overscan se soluciona millor a través de maquinari (a través de l'ús d'equips més nous, en detriment d'aquells amb pantalles més antigues) o mitjançant programari (mitjançant l'ús de Windowboxing en detriment d'aquells amb pantalles més noves).